# Sobolewskia caucasica
Sobolewskia caucasica är en korsblommig växtart som beskrevs av Nikolaj Adolfovitj Busj. Sobolewskia caucasica ingår i släktet Sobolewskia och familjen korsblommiga växter. Inga underarter finns listade i Catalogue of Life.